# Champ
Champ er kaldenavnet for en svaneøgle-ligende søslange fra Lake Champlain i det nordøstlige USA. Væsnet er en kryptid og der er ikke beviser for dens eksistens.